# Integriertes Verwaltungs- und Kontrollsystem
Das Integrierte Verwaltungs- und Kontrollsystem (InVeKoS) ist ein System von Verordnungen zur Durchsetzung einer einheitlichen Agrarpolitik in den Mitgliedstaaten der Europäischen Union. Die schrittweise Einführung des Integrierten Verwaltungs- und Kontrollsystems durch die Europäische Kommission wurde im Zuge der Reform der Gemeinsamen Agrarpolitik (GAP) im Jahre 1992 beschlossen.
InVeKoS ist ein wesentliches Kontrollinstrument für die Agrarausgaben der EU. Die durch das InVeKoS ermittelten Daten fließen in das Rechnungsabschlussverfahren der EU ein.
Die Konzeption, Koordinierung sowie Kontrollfunktionen des InVeKoS erfolgen durch die Europäische Kommission; für die konkrete Umsetzung sind die EU-Mitgliedstaaten zuständig.
InVeKoS unterliegt einer ständigen Weiterentwicklung. Derzeit besteht es aus folgenden Bestandteilen:
- einem System zur EU-weit genormten Tier-Kennzeichnung
- einem System zur Identifizierung landwirtschaftlich genutzter Parzellen (seit 2005 GIS-unterstützt)
- einem System zur Bearbeitung und Auszahlung von Beihilfeanträgen
- Verwaltungskontrollen sowie mittels Risikoanalyse ausgewählten Vor-Ort-Kontrollen (seit 2005 ergänzt um „Cross Compliance“-Maßnahmen)